# Zacisze (Basse-Silésie)
Pour les articles homonymes, voir Zacisze.
Zacisze est une localité polonaise de la gmina de Leśna, située dans le powiat de Lubań en voïvodie de Basse-Silésie.